# 인생 Blues/청춘 Night
《인생 Blues/청춘 Night》(人生Blues／青春Night 진세이브루즈/세이슌나이토[*])는 2019년 6월 12일 발매된 모닝구무스메'19의 예순일곱 번째 싱글이다.

## 개요
- 레이와 시대의 첫 발매 싱글
- 초회한정반 A, B, SP, 통상반 A, B의 5 형태로 발매.
- 초회한정반 A, B, SP에는 DVD가 같이 수록되고 있다.
- 모든 초회한정반에는 이벤트 추첨 일련 번호 카드가 봉입되고 있다.
- "青春Night"는 STV "열렬! 핫 샌드!" 2019년 7월 엔딩 테마.

## 수록곡

### CD
1. 人生Blues
작사, 작곡 : 층쿠 / 편곡 : 오쿠보 카오루
2. 青春Night
작사 : 층쿠 / Rap 어레인지 : Miss Monday / 작곡 : 층쿠 / 편곡 : 오쿠보 카오루
3. 人生Blues (Instrumental)
4. 青春Night (Instrumental)

### DVD
초회한정반 A
1. 人生Blues (Music Video)

초회한정반 B
1. 青春Night (Music Video)

초회한정반 SP
1. 人生Blues (Dance Shot ver.)
2. 青春Night (Dance Shot ver.)
3. 메이킹 영상

## 차트
- 일간최고순위 1위 (오리콘 차트)
- 일간최고순위 6위 (오리콘 디지털 차트)
  - 人生Blues
- 일간최고순위 7위 (오리콘 디지털 차트)
  - 青春Night
- 주간최고순위 3위 (오리콘 차트)